# Хотень Перший
Хоте́нь Перший, — село в Україні, у Плужненській сільській громаді Шепетівського району Хмельницької області. Населення становить 237 осіб (2001)

## Географія
Село розташоване в північно-західній частині Плужненської сільської громади, за 2,5 км на північний захід від центру громади на ґрунтовій дорозі Плужне—Хотень Перший—Хотень Другий. На березі річки Усті (права притока Вілії).
Сусідні населені пункти:

## Історія
У 1906 році село Плужанської волості Острозького повіту Волинської губернії. Відстань від повітового міста 15 верст, від волості 5. Дворів 220, мешканців 760.

## Населення
| Роки            | 1906 | 1984 | 2001 | 2010 | 2011 |
| --------------- | ---- | ---- | ---- | ---- | ---- |
| Населення, осіб | 565  | ▼420 | ▼296 | ▼257 | ▼237 |

## Освіта
На території села розташований Плужненський професійний аграрний ліцей.